# Méddy Lina
Méddy Lina (Les Abymes, 11 gennaio 1986) è un calciatore francese, difensore del Jeunesse.

## Caratteristiche tecniche
È un difensore centrale.

## Carriera

### Club
Comincia a giocare nella Guadalupa, al Red Star. Nel 2006 passa all'Evolucas. Nel gennaio 2010 si trasferisce in Francia, al Vannes. Nella stagione 2010-2011 passa alla seconda squadra del Vannes. Nell'estate 2012 viene acquistato dalla seconda squadra del Caen. Nel gennaio 2013 passa al Cherbourg. Nell'estate 2013 si accasa all'Uzès. Nel 2014 viene acquistato dall'AS Béziers.

### Nazionale
Ha debuttato in Nazionale il 18 gennaio 2008, nell'amichevole Dominica-Guadalupa (0-3). Ha partecipato, con la Nazionale, alla Gold Cup 2009. 

## Statistiche

### Cronologia presenze e reti in nazionale
| Cronologia completa delle presenze e delle reti in nazionale ― Guadalupa | Cronologia completa delle presenze e delle reti in nazionale ― Guadalupa | Cronologia completa delle presenze e delle reti in nazionale ― Guadalupa | Cronologia completa delle presenze e delle reti in nazionale ― Guadalupa | Cronologia completa delle presenze e delle reti in nazionale ― Guadalupa | Cronologia completa delle presenze e delle reti in nazionale ― Guadalupa | Cronologia completa delle presenze e delle reti in nazionale ― Guadalupa | Cronologia completa delle presenze e delle reti in nazionale ― Guadalupa |
| Data                                                                     | Città                                                                    | In casa                                                                  | Risultato                                                                | Ospiti                                                                   | Competizione                                                             | Reti                                                                     | Note                                                                     |
| ------------------------------------------------------------------------ | ------------------------------------------------------------------------ | ------------------------------------------------------------------------ | ------------------------------------------------------------------------ | ------------------------------------------------------------------------ | ------------------------------------------------------------------------ | ------------------------------------------------------------------------ | ------------------------------------------------------------------------ |
| 18-1-2008                                                                | Roseau                                                                   | Rep. Dominicana                                                          | 0 – 3                                                                    | Guadalupa                                                                | Amichevole                                                               | -                                                                        |                                                                          |
| 24-9-2008                                                                | La Courneuve                                                             | Guadalupa                                                                | 0 – 1                                                                    | Martinica                                                                | Amichevole                                                               | -                                                                        |                                                                          |
| 27-9-2008                                                                | Melun                                                                    | Nuova Caledonia                                                          | 0 – 4                                                                    | Guadalupa                                                                | Amichevole                                                               | -                                                                        | 29’                                                                      |
| 11-10-2008                                                               | Les Abymes                                                               | Guadalupa                                                                | 7 – 1                                                                    | Isole Cayman                                                             | Qualificazioni alla Coppa dei Caraibi 2008                               | -                                                                        |                                                                          |
| 13-10-2008                                                               | Les Abymes                                                               | Guadalupa                                                                | 2 – 1                                                                    | Grenada                                                                  | Qualificazioni alla Coppa dei Caraibi 2008                               | -                                                                        |                                                                          |
| 15-10-2008                                                               | Les Abymes                                                               | Guadalupa                                                                | 3 – 1                                                                    | Martinica                                                                | Qualificazioni alla Coppa dei Caraibi 2008                               | -                                                                        | 80’                                                                      |
| 8-12-2008                                                                | Montego Bay                                                              | Antigua e Barbuda                                                        | 2 – 2                                                                    | Guadalupa                                                                | Coppa dei Caraibi 2008 - 1º turno                                        | -                                                                        |                                                                          |
| 13-7-2009                                                                | Phoenix                                                                  | Messico                                                                  | 2 – 0                                                                    | Guadalupa                                                                | Gold Cup 2009 - 1º turno                                                 | -                                                                        |                                                                          |
| 2-3-2010                                                                 | Vieux-Habitants                                                          | Guadalupa                                                                | 2 – 1                                                                    | Saint Kitts e Nevis                                                      | Amichevole                                                               | -                                                                        |                                                                          |
| 3-4-2010                                                                 | Basseterre                                                               | Saint Kitts e Nevis                                                      | 3 – 0                                                                    | Guadalupa                                                                | Amichevole                                                               | -                                                                        |                                                                          |
| 9-10-2014                                                                | Les Abymes                                                               | Guadalupa                                                                | 3 – 1                                                                    | Saint Vincent e Grenadine                                                | Qualificazioni alla Coppa dei Caraibi 2014                               | -                                                                        |                                                                          |
| 11-10-2014                                                               | Les Abymes                                                               | Guadalupa                                                                | 1 – 2                                                                    | Martinica                                                                | Qualificazioni alla Coppa dei Caraibi 2014                               | -                                                                        |                                                                          |
| 13-10-2014                                                               | Les Abymes                                                               | Guadalupa                                                                | 0 – 1                                                                    | Curaçao                                                                  | Qualificazioni alla Coppa dei Caraibi 2014                               | -                                                                        | 33’                                                                      |
| 23-3-2022                                                                | Orléans                                                                  | Guadalupa                                                                | 0 – 2                                                                    | Capo Verde                                                               | Amichevole                                                               | -                                                                        | 45’                                                                      |
| 26-3-2022                                                                | Bondoufle                                                                | Guadalupa                                                                | 3 – 4                                                                    | Martinica                                                                | Amichevole                                                               | -                                                                        |                                                                          |
| 3-6-2022                                                                 | Les Abymes                                                               | Guadalupa                                                                | 2 – 1                                                                    | Cuba                                                                     | CONCACAF Nations League 2022-2023 - 1º turno                             | -                                                                        |                                                                          |
| 6-6-2022                                                                 | Basseterre                                                               | Antigua e Barbuda                                                        | 1 – 0                                                                    | Guadalupa                                                                | CONCACAF Nations League 2022-2023 - 1º turno                             | -                                                                        |                                                                          |
| 13-6-2022                                                                | Les Abymes                                                               | Guadalupa                                                                | 2 – 1                                                                    | Barbados                                                                 | CONCACAF Nations League 2022-2023 - 1º turno                             | -                                                                        | 88’                                                                      |
| 26-3-2023                                                                | Santiago di Cuba                                                         | Cuba                                                                     | 1 – 0                                                                    | Guadalupa                                                                | CONCACAF Nations League 2022-2023 - 1º turno                             | -                                                                        | 45’                                                                      |
| 16-6-2023                                                                | Fort Lauderdale                                                          | Antigua e Barbuda                                                        | 0 – 5                                                                    | Guadalupa                                                                | Qual. Gold Cup 2023                                                      | -                                                                        |                                                                          |
| 20-6-2023                                                                | Fort Lauderdale                                                          | Guadalupa                                                                | 2 – 0                                                                    | Guyana                                                                   | Qual. Gold Cup 2023                                                      | -                                                                        |                                                                          |
| 27-6-2023                                                                | Toronto                                                                  | Canada                                                                   | 2 – 2                                                                    | Guadalupa                                                                | Gold Cup 2023 - 1º turno                                                 | -                                                                        |                                                                          |
| 1-7-2023                                                                 | Houston                                                                  | Cuba                                                                     | 1 – 4                                                                    | Guadalupa                                                                | Gold Cup 2023 - 1º turno                                                 | -                                                                        | 62’                                                                      |
| 4-7-2023                                                                 | New York                                                                 | Guadalupa                                                                | 2 – 3                                                                    | Guatemala                                                                | Gold Cup 2023 - 1º turno                                                 | -                                                                        | 89’                                                                      |
| 10-9-2023                                                                | Petit-Canal                                                              | Guadalupa                                                                | 4 – 0                                                                    | Sint Maarten                                                             | CONCACAF Nations League 2023-2024 - 1º turno                             | -                                                                        | 65’                                                                      |
| 12-10-2023                                                               | Gros Islet                                                               | Saint Lucia                                                              | 2 – 1                                                                    | Guadalupa                                                                | CONCACAF Nations League 2023-2024 - 1º turno                             | -                                                                        |                                                                          |
| 15-10-2023                                                               | Sainte-Anne                                                              | Guadalupa                                                                | 2 – 0                                                                    | Saint Lucia                                                              | CONCACAF Nations League 2023-2024 - 1º turno                             | -                                                                        |                                                                          |
| 19-11-2023                                                               | Sainte-Anne                                                              | Guadalupa                                                                | 5 – 0                                                                    | Saint Kitts e Nevis                                                      | CONCACAF Nations League 2023-2024 - 1º turno                             | -                                                                        |                                                                          |
| 15-10-2024                                                               | Le Gosier                                                                | Martinica                                                                | 0 – 0                                                                    | Guadalupa                                                                | CONCACAF Nations League 2024-2025 - 1º turno                             | -                                                                        |                                                                          |
| 15-11-2024                                                               | Le Gosier                                                                | Isole Cayman                                                             | 0 – 6                                                                    | Guadalupa                                                                | CONCACAF Nations League 2024-2025 - Play-in                              | -                                                                        |                                                                          |
| 19-11-2024                                                               | Le Gosier                                                                | Guadalupa                                                                | 1 – 0                                                                    | Isole Cayman                                                             | CONCACAF Nations League 2024-2025 - Play-in                              | -                                                                        |                                                                          |
| 21-3-2025                                                                | Le Gosier                                                                | Guadalupa                                                                | 1 – 0                                                                    | Nicaragua                                                                | Qual. Gold Cup 2025                                                      | -                                                                        | 48’                                                                      |
| 24-6-2025                                                                | Houston                                                                  | Guadalupa                                                                | 2 – 3                                                                    | Guatemala                                                                | Gold Cup 2025 - 1° turno                                                 | -                                                                        |                                                                          |
| Totale                                                                   |                                                                          | Presenze                                                                 | 33                                                                       |                                                                          | Reti                                                                     | 0                                                                        |                                                                          |